# Vua đầu bếp nhí
Vua đầu bếp nhí là phiên bản tiếng Việt của chương trình truyền hình thực tế ăn khách Junior MasterChef, do công ty BHD và Đài truyền hình Việt Nam mua bản quyền thực hiện. Chương trình phát sóng theo mùa, mùa đầu tiên phát sóng từ ngày 2 tháng 10 năm 2016 đến ngày 25 tháng 12 năm 2016.

## Định dạng chương trình
Hầu hết các định dạng chương trình Masterchef đều bắt nguồn từ bản Masterchef của đài BBC Anh quốc. Masterchef Việt Nam có định dạng gần giống với định dạng của Masterchef Mỹ.
- Vòng thử thách: Ngay sau vòng loại, các thí sinh sẽ tham gia vòng thử thách để chọn ra những người cuối cùng tham gia MasterChef.
- Chiếc hộp bí mật: Ở những tập có số thí sinh lẻ, các thí sinh sẽ tham gia thử thách chiếc hộp bí mật. Mỗi thí sinh nhận một chiếc hộp giống nhau bên trong có nguyên liệu nấu ăn.
- Phần loại trừ: Diễn ra sau Chiếc hộp bí mật. Người chiến thắng ở phần thi Chiếc hộp bí mật sẽ có ưu đãi đặc biệt ở phần này như chọn đề thi cho các thí sinh còn lại, và có thể không phải thi phần này, thường là ở những vòng đầu, về sau có thể vẫn phải thi tùy theo tổ chức của chương trình. Người thua cuộc sẽ phải rời khỏi khỏi căn bếp MasterChef.
- Thử thách đồng đội: Ở những tập có số thí sinh chẵn (trừ trận chung kết) thì các thí sinh được chia ra làm hai đội. Đội trưởng hai đội là hai thí sinh nấu tốt ở phần thử thách loại trừ trước đó. Đề bài thường là nấu một thực đơn phục vụ nhiều thực khách. Đội thắng sẽ do các thực khách bỏ phiếu. Đội thua sẽ phải vào Thử thách áp lực.
- Thử thách áp lực: Diễn ra sau Thử thách Đồng đội. Đội thua trong phần trước sẽ tham gia phần này. Có thể một số thí sinh sẽ được miễn phần này. Người thua cuộc sẽ phải rời khỏi căn bếp MasterChef.

## Ban giám khảo
- Phan Tôn Tịnh Hải (mùa 1)
- Alain Nguyễn (mùa 1)
- Jack Lee (mùa 1)

## Mùa 1
Vua đầu bếp nhí: MasterChef Junior Vietnam mùa 1 được phát sóng từ 2 tháng 10 năm 2016 đến 25 tháng 12 năm 2016.